# Флаг Острова Пасхи
Неофициальный флаг острова Пасхи представляет собой белое полотнище, на котором изображено традиционное нагрудное украшение реимиро (рап. reimiro) красного цвета в виде луны с тремя углублениями. На концах — два человеческих лица с глазами, устремлёнными в небо. Реимиро символизирует родственные связи и авторитет.
Используется как флаг провинции Исла-де-Паскуа.
Также считается, что красное изображение также символизирует лодку. Кроме того, полумесяц с реимиро отдалённо напоминает контуры самого острова.